# Systropha tropicalis
Systropha tropicalis är en biart som beskrevs av Cockerell 1911. Systropha tropicalis ingår i släktet Systropha och familjen vägbin. Inga underarter finns listade i Catalogue of Life.